# Frispark (fodbold)
Frispark er et begreb i fodbold. Dommeren dømmer frispark når en spiller udfører en handling der ifølge fodboldloven er utilladelig. Det hold, der ikke har begået forseelsen, får tildelt kontrol over bolden, der når sparket tages, skal ligge stille på det sted, hvor forseelsen blev begået. Reglerne for frispark er beskrevet i fodboldlovens §13.
Der findes to typer frispark: Direkte frispark og indirekte frispark. Hvis der er begået en forseelse til direkte frispark i straffesparkfeltet af det forsvarende hold, dømmes der ikke frispark, men straffespark. I fodboldlovens §12 er det reguleret hvilke forseelser der skal føre til henholdsvis direkte og indirekte frispark.

## Direkte frispark
Direkte frispark dømmes, når forseelsen er alvorlig ifølge fodboldloven. Eksempler på forseelser, der resulterer i direkte frispark er benspænd, hånd på bolden, slag på modstandere, målmanden tager bolden med hænderne uden for straffesparkfeltet og lignende. 
Ved et direkte frispark kan der scores direkte i modstandernes mål – i modsætning til indirekte frispark. Når sparket skal tages, skal alle modstandere befinde sig mindst 9,15 m fra bolden. Man kan ikke score direkte i eget mål. Hvis bolden sparkes direkte i eget mål dømmes hjørnespark.

## Indirekte frispark
Indirekte frispark dømmes, når forseelsen er mindre alvorlig. Eksempler på forseelser, der giver indirekte frispark, er, når målmanden rører bolden med hænderne i straffesparkfeltet efter en forsætlig aflevering fra en medspiller, hvis en spiller begår farligt spil uden kontakt eller rører bolden to gange efter igangsætning af spillet uden andre har rørt den i mellemtiden. Dommeren markerer et indirekte frispark ved ud over at fløjte samtidig at række hånden i vejret.
Et indirekte frispark kan ikke resultere i mål, hvis bolden går i nettet uden at have rørt en anden spiller undervejs. Hvis dette sker, dømmes der målspark. Når sparket skal tages, skal alle modstandere som hovedregel befinde sig mindst 9,15 m fra bolden. Undtagelsen herfra er ved et indirekte frispark i straffesparksfeltet hvor fra åstedet til mållinjen er mindre end 9,15. I så fald kan modstanderne stille sig på selve mållinjen mellem målstolperne. 

## Historiske registreringer
- 18. august 1913: Det internationale fodboldforbund FIFA indfører en ny regel i fodbold - ved frispark skal modstanderen holde en afstand på 10 yards (9,15 meter)

| Fodbold | Spire Denne artikel om fodbold er en spire som bør udbygges. Du er velkommen til at hjælpe Wikipedia ved at udvide den. |